# زنده در آی‌سی‌ای
زنده در آی‌سی‌ای (به انگلیسی: Live at the ICA) یک آلبوم زنده از کوئینادرینا می‌باشد که در سپتامبر سال ۲۰۰۵ منتشر گردید و حاوی ترانه‌های اولین سه آلبوم این گروه می‌باشد.